# Finlândia Branca
Finlândia Branca é um termo muito utilizado que se refere a um dos dois partidos na Guerra Civil Finlandesa (janeiro a maio de 1918), o outro sendo os 'Vermelhos', ou a República Socialista dos Trabalhadores da Finlândia. Os Brancos tinham suporte da Guarda Branca, tropas Jäger e da direita política. Eles também receberam suporte militar da Alemanha.
Os Brancos não possuíam nenhum objetivo político em comum a não ser impedir os revolucionários Vermelhos de tomarem o poder e retornar a lei constitucional pelo Senado (o governo do Grão-Ducado) o qual era formado por partidos não-socialistas do Eduskunta (parlamento) e retornar ao Estado de direito. O chefe de estado provisório da Finlândia Branca era Pehr Evind Svinhufvud, presidente do senado na época, e seu exército era comandado por Carl Gustaf Emil Mannerheim.